# Тест Миллера (право)
Тест Ми́ллера (англ. Miller test; также называется трёхсторонний тест, англ. three-prong obscenity test) — тест, применяемый в Верховном суде Соединённых Штатов Америки с 1973 года для определения, может ли тот или иной материал быть признан непристойным и быть запрещён, не попадая под защиту первой поправки к конституции (гарантирующей свободу слова). Несмотря на обширную критику и, как отмечают многие исследователи, дополнительную неразбериху по вопросу «непристойности» в связи с принятием теста, практика его использования по сей день является стандартом в делах о запрещении различных материалов без нарушения первой поправки к Конституции.
До «теста Миллера» в судебной практике применялся перенятый из английского права (дело под названием «Корона против Хиклина», 1868, LR 3 QB 360) «тест Хиклина», который, будучи весьма «жёстким», позволял запретить любой материал, рассмотрев только небольшую его часть. Первый прецедент, поставивший под сомнение подобную судебную практику, имел место в 1930-х годах, положив начало серии процессов, окончательно дискредитировавших «тест Хиклина» к 1970-м годам. Новый стандарт для определения того или иного материала в качестве «непристойного» — тест Миллера — появился в 1973 году в ходе судебного процесса «Миллер против Калифорнии», имевшего значительное влияние на юридическую систему США.

## Предпосылки: США против книги «Улисс»
До появления «теста Миллера» для определения «пристойности» или «непристойности» того или иного печатного материала использовался «тест Хиклина», заимствованный из английского права. Его простой принцип гласил, что суд мог признать незаконным любой материал, который

Развращает и разлагает умы тех, кто открыт для подобных безнравственных влияний и в чьи руки такой материал может попасть.Оригинальный текст (англ.)Deprave or corrupt those whose minds are open to such immoral influences, and into whose hands a publication of this sort may fall.

Подобное решение вполне могло базироваться на рассмотрении даже одного отдельно взятого из текста предложения. Первый случай, когда практика использования этого принципа была нарушена, произошёл в 1933 году на слушании дела о книге ирландского писателя Джеймса Джойса «Улисс». В 1921 году секретарь Нью-йоркского общества по искоренению порока (NYSSV) Джон Самнер и его последователи конфисковали выпуск литературного журнала «The Little Review», содержавшего одну главу из готовившегося к публикации произведения. Перед судом предстали редакторы издания Маргарет Андерсон и Джейн Хип; приглашённые на разбирательство эксперты — писатель Джон Поуис и драматург Филипп Мёллер — свидетельствовали, что стиль Джойса был слишком невразумительным и сложным для понимания большинству читателей. Суд удовлетворил требования обвинения и наложил запрет на продажу данного выпуска журнала и, разумеется, на дальнейшую публикацию «Улисса». Попытки незаконно распространить произведение всё же имели место — так, в 1922 году Почтовая служба США сожгла пятьсот копий романа, чтобы предотвратить импорт книги в страну.
Издательский дом Random House предпринял попытку отстоять произведение только спустя одиннадцать лет, в 1933 году на судебном процессе, получившем название США против книги «Улисс». Стратегия адвокатов книги заключалась в том, чтобы доказать, что роман — серьёзное и классическое литературное произведение, которое по определению не может быть «непристойным». Были тщательно отобраны выдержки из рецензий Ребекки Вест, Арнольда Беннетта и Т. С. Элиота, изображавшие Джойса как гения и восславлявшие его произведение. Сторона обвинения настаивала на том, что «Улисс» представляет собой угрозу хотя бы из-за «частого использования ругательств, что совершенно неприемлемо в благовоспитанном обществе». Рассматривавший дело судья Джон Вулси, тем не менее, не воспользовался возможностью признать книгу «непристойной» согласно «тесту Хиклина». Вместо этого судья сделал заключение, создав таким образом прецедент, что книгу нужно рассматривать целиком, а не анализируя её отдельные части (что являлось тогда обычной судебной практикой). В итоге роман был издан в 1934 году тиражом в десять тысяч экземпляров, который разошёлся практически мгновенно.

## Дискредитация теста Хиклина
Начало процесса дискредитации «теста Хиклина» было положено в 1957 году на слушании дела «Рот против США». Подсудимому вменялось преступление, заключавшееся в рассылке непристойных материалов. Защита Рота не отрицала факт рассылки, однако настаивала на том, что материалы находились под защитой первой поправки к Конституции. Данный процесс являлся апелляцией к вышестоящей судебной инстанции, однако искомый результат достигнут не был — Сэмюэл Рот был признан виновным.
В ходе разбирательства, однако, произошли важные для юридической системы США события. Во-первых, судья Уильям Бреннан отказался от использования «теста Хиклина» для определения «непристойности» материала. Во-вторых, было сказано, что материал может считаться непристойным только в случае, когда «средний человек, применяя современные общественные моральные нормы, посчитает, что основная тема произведения, рассматриваемого как единое целое, вызывает похотливый интерес». Таким образом, окончательно утвердилась практика рассмотрения материалов «без вырывания предложений из контекста». Касательно «теста Хиклина» суд постановил, что его использование неприемлемо, поскольку он в значительной мере ограничивает свободу слова и печати. Ещё одним важным новшеством было установление, что судебные процессы по части «непристойности» должны быть ориентированы на лиц, занимающихся рассылкой и изданием подобных материалов, но не на сами материалы. Суд также акцентировал внимание, что гарантии первой поправки к Конституции США распространяются и на литературу тоже. М. Берг отмечает: «издатели начали безбоязненно печатать произведения, в которых открыто изображался секс, и суды стали более благосклонно относиться к раскрепощённому сексуальному выражению».
Либерализация отношения к «непристойным» материалам в последующие годы продолжилась. В 1957 году был оправдан судом издатель, арестованный за распространение скандально известной поэмы «Вопль» Гинзберга. Три года спустя опальный на протяжении более чем тридцати лет «Любовник леди Чаттерлей» Лоуренса был признан годным к печати. Ещё через год свет увидели «Тропики» (Рака и Козерога) Миллера.
В ходе процесса над романом У. Берроуза «Голый завтрак» со стороны защиты было представлено несколько видных литераторов. 7 июля 1966 года Верховный суд Массачусетса постановил, что текст «Голого завтрака» не является непристойным. С издателя были сняты все обвинения, и произведение можно было свободно продавать на территории США.
Процесс 1966 года «Фанни Хилл» против Массачусетса, в ходе которого рассматривалась возможность снятия цензурного запрета с публикации романа Джона Клеланда «Фанни Хилл. Мемуары женщины для утех» (запрещённого в 1821 году), аналогично завершился громкой победой издателя. Решение по делу «Фанни Хилл» логически продолжило дело, начатое Ротом в 1957 году. В судебном заключении значилось:

Следует иметь в виду, что секс и непристойность — не одно и то же. Непристойное произведение — это такое произведение, которое использует секс для возбуждения похоти. Изображение же секса, даже весьма откровенное, например, в живописи, литературе или научных трудах, само по себе не служит основанием лишать данное произведение конституционной защиты от посягательства на свободу слова и печати. Секс, великая и таинственная сила, оказывающая воздействие на человеческую жизнь, бесспорно, вызывает глубокий интерес у человечества на протяжении веков, он является одной из существеннейших сторон человеческого бытия и общественной заботы.

## Миллер против Калифорнии
Впервые тест Миллера был применён на слушании дела Миллер против Калифорнии в 1973 году. Обвиняемый Марвин Миллер проводил кампанию в поддержку продажи книг, имевших штамп «для взрослых», за что был обвинён в нарушении статьи 311.2 (a) уголовного кодекса штата — распространении непристойного материала. Решением Высшего суда округа Ориндж (Калифорния) Миллер был признан виновным. Для пересмотра дела была подана апелляция в Верховный суд США, где и проходило слушание 1973 года.
В ходе этого разбирательства формулировки, использованные в процессе «Фанни Хилл», не устроили судей, и они решили рассмотреть вопрос исполнения отдельными штатами Первой поправки к Конституции США в свете обязательств, накладываемых на них Четырнадцатой поправкой. Суд постановил, что хотя ни Первая, ни Четырнадцатая поправки к Конституции не являются абсолютными, и «непристойные» произведения не попадают под защиту Первой поправки, но принимая во внимание опасность тотального контроля за всей совокупностью текстов, законы, регулирующие обращение непристойного материала, должны быть составлены с большой осторожностью. В соответствии с данным решением для присяжных (в некоторых случаях — для судьи или судей) были выработаны три условия. Материал считается непристойным, если все эти три условия выполняются:
При этом судья Уоррен Бергер подтвердил, что непристойности и порнографические материалы не могут попадать под защиту первой поправки к Конституции, однако недвусмысленно отверг использование принятой ранее формулировки «не является социально значимым» в пользу пункта «с» «теста Миллера». Судья рассчитывал, что это создаст в будущем упрощённый стандарт для государственных обвинителей. Помимо этого, суд постановил, что присяжные могут устанавливать границы для «конкретных изданий порнографического и откровенно оскорбительного содержания в ходе дискуссии и не должны устанавливать „национальных“ стандартов», — что утвердило общественную роль в принятии решений по вопросам «непристойности». Это значило, в частности, что понятие «общественные моральные нормы» должно быть применимо не к абстрактным «общенациональным» нормам, а к конкретным локальным, выражаемым судом присяжных. Нормы, характерные для всего общества в целом, посчитал суд, будут низко эффективными и чрезмерно строгими. После судебного дела «Миллер против Калифорнии», на основании прецедентного права, использование «теста Миллера» является повсеместным для всех дел по возможному запрету тех или иных произведений.
1. ↑  Лицо средних интеллектуальных способностей и обычной осведомлённости.
2. ↑  Явно оскорбительные представления или описания откровенных сексуальных актов, в обычной или извращённой форме, реальные или имитированные. Явно оскорбительные представления или описания мастурбации, экскреторных функций, а также похотливая демонстрация гениталий.
3. ↑  Данное условие также известно как тест «(S)LAPS» ([Serious] Literary, Artistic, Political, Scientific; игра слов: англ. slap — пощёчина).

## Критика трёх условий
Многими исследователями отмечается тот факт, что кажущийся весьма либеральным по сравнению со своим предшественником, тест Миллера на практике сильно усложнил и без того непростой вопрос «непристойности». К примеру, рассматриваемый в судебном порядке материал мог иметь более чем значительный социальный вес, однако не иметь «литературной», «художественной» или иных ценностей, что делало такой материал не проходящим по третьему критерию теста. В дополнение к этому проверка временем подтвердила опасения касательно возможных спекуляций понятием «общественные моральные нормы».
Все три пункта теста подвергались критике за размытость в формулировках. Так, известный американский судья Уильям О. Дуглас отмечал — по той причине, что первое условие вводит поправку на общественные нормы, а третье условие предполагает высокую ценность, тест Миллера на самом деле расширяет возможности для запрещения того или иного материала, ведь определения «норм» и «высокой ценности» весьма размыты. Решение своего коллеги критиковал и судья У. Бреннан, отмечая, что главная проблема заключается в эфемерности самих понятий «похотливый интерес», «оскорбительный вид» и «высокая литературная ценность».
По части условности сформулированных условий также было высказано мнение, согласно которому вряд ли то, что сочтёт «непристойным» житель Миссисипи или Мэна, таким же «непристойным» определит житель Нью-Йорка или Лас-Вегаса. Из-за большого количества различий в понимании «общественных норм» в разных штатах по «тесту Миллера» зачастую принимались даже противоречащие друг другу решения, и, разумеется, однозначного определения понятия «непристойность» так и не произошло. По части пункта «b» опять встаёт вопрос норм и традиций того или иного штата — ведь, к примеру, в Калифорнии оскорбительное изображение полового акта будет явно отличаться от него же, но в Виргинии, на родине Джерри Фалуэлла.
По вопросу третьего условия теста также высказывалось опасение, что состав присяжных далеко не всегда может иметь достаточное количество академических знаний, чтобы однозначно отвергнуть или принять «высокую ценность» материала — будь то ценность научная, литературная, художественная или политическая. По идее разработчиков, «SLAPS»-тест должен был позволить суду присяжных формировать общественный стандарт применимо к рассматриваемому материалу (что должно было ослабить цензурное давление), однако на практике весьма небольшое количество фигурантов дел выдержало проверку данным условием «теста Миллера». В действительности «SLAPS»-тест только упростил задачи обвинителей, сделав непрохождение материалов по данному критерию распространённой практикой.

## Успешное применение теста в защите
Несмотря на обширную критику, тест Миллера всё же в небольшом ряде случаев успешно применялся. Так, в 1974 году перед Верховным судом с апелляцией предстал владелец одного из кинотеатров в Джорджии, которого осудили за показ фильма «Познание плоти». В ходе рассмотрения дела, получившего название «Дженкинс против Джорджии», с подсудимого были сняты все обвинения, а верховным судьёй было сделано постановление, что местные власти штата «зашли слишком далеко» в вопросах осуждения в «непристойности», а «Познание плоти», согласно принятому в соответствии с «тестом Миллера» решению, не может быть запрещён.
Порнографический фильм «Глубокая глотка», запрещённый к показу и продаже в большей части США, после многочисленных судебных разбирательств и арестов людей, участвовавших в создании и демонстрации картины, был оправдан в соответствии с «тестом Миллера». Аналогичная ситуация повторилась с картинами «Изгоняющий дьявола» (1973 год) и «Калигула» (1979), когда Верховный суд признавал решения нижестоящих властей нарушающими Конституцию США.
В ходе процесса «Цинциннати против Центра современного искусства» (англ. Cincinnati v. Cincinnati Contemporary Arts Center, 1990) перед судом по обвинению в использовании порнографии предстал директор центра, Деннис Барри; в ходе разбирательства было установлено, что данная сфера применения искусства (выставки) с незначительными элементами гомоэротизма защищена первой поправкой к Конституции и соответствует всем трём критериям «теста Миллера».

## Последствия для юридической практики
Отношение к формулировкам теста претерпело со временем ряд изменений; так, в ходе процесса Брокетт против Spokane Arcades, Inc. (1985) судом было постановлено, что термин «похотливый интерес» стоит уточнить в виде «бесстыдного или нездорового интереса» к сексу, не приравнивая его к похоти как таковой. Существенной реорганизации законы о «непристойных материалах» подверглись в 1990-х годах, с развитием интернета, когда единственный только тест Миллера показал свою несостоятельность. Одной из причин для необходимых изменений был тот факт, что согласно «тесту Миллера» порнографические материалы в ряде случаев не могут быть запрещены, но должны быть ограничены по области времени и месту дистрибуции для ограничения доступа несовершеннолетних к ним, что потеряло актуальность с развитием глобальной сети. Подрыв доверия к тесту также произошёл в ходе одного из судебных процессов, где рассматривался вопрос распространения детской порнографии, которая, как оказалось, не была учтена в формулировках «теста Миллера» и, как следствие, попадала под защиту первой поправки к Конституции.
Тест Миллера показал свою несостоятельность в ходе многочисленных разбирательств по делам радиовещательных компаний в 1970-х годах; юридическая практика выявила необходимость разработки иных критериев оценки «непристойности» для данного рода деятельности. Аналогичная ситуация позже повторилась с рассмотрением различных дел, затрагивающих вопрос жестокости в компьютерных играх. Широкие дебаты развернулись по теме применения «теста Миллера» к содержанию фотографий и выступлений на сцене.
В определённой степени тест был дискредитирован в ходе слушания дела по альбому As Nasty as They Wanna Be хип-хоп-группы 2 Live Crew, согласно «Тесту Миллера» признанному «непристойным» в 1990 году — судья, руководствуясь третьим условием, при прослушивании «не выявил серьезной музыкальной ценности» у произведения. Два года спустя данное решение было обжаловано. К слову, это был первый судебный процесс, в ходе которого рассматривалась возможность признания «непристойным» музыкального произведения.